# الفاشوش في حكم قراقوش
الفاشوش في حكم قراقوش هو كتاب للأديب الأيوبي أسعد بن مهذب بن مينا بن زكريا ابن أبي قدامة بن المليح ممّاتي، الذي كان من أصل نصراني من أسيوط. يعتبر الكتاب من روائع أدب السخرية والفكاهة في التراث العربي، وقد تم إصداره في القرن السادس الهجري . 

## موضوع الكتاب
يدور موضوع الكتاب بشكل ظاهري حول الأمير بهاء الدين قراقوش، أحد أمراء الحرب البارزين في الدولة الأيوبية، إذ وصفه المؤلف بالظالم الجائر وعديم الكفاءة والدراية الإدارية والميدانية. تم تصوير قراقوش كشخصية هزلية قلقة وأحمق التفكير ومضحكة في أفعالها. 

## أسلوب الكتاب
اتبع ابن ممّاتي أسلوبًا فنيًا بارعًا في تصوير الغرابة والشذوذ من خلال حكايات عبّرت عن نبض المجتمع المقهور تحت وطأة الظلم والتسلط. 
كُتب الكتاب بلغة عامية جذابة، مما ساهم في إقبال القراء من عامة الناس عليه. 

## أهمية الكتاب
تأتي أهمية "الفاشوش في حكم قراقوش" من كونه اتخذ الإسقاط التاريخي وسيلة لفضح الواقع وتعريته والسخرية منه، حيث سجّل ما خطر للمصريين من عناصر نقد حول الأوضاع العامة بشكل حكائي ساخر.  يعد من أهم إبداعات التراث الشعبي العربي، ووثيقة تاريخية هامة تكشف عن نبض المجتمع في تلك الحقبة. 
كما يتميز الكتاب بجمعه إلى جانب فقه المسلمين علم الأقباط في شتى المسائل التي اختصوا بها. يتألف من مقدمة وعشرة أبواب، تناول فيها مختلف الأبحاث والموضوعات. 
لقي الكتاب عناية المهتمين بتاريخ الحقبة الأيوبية وأدبها، كونه جعل من شخصية قراقوش شخصية خيالية لكل حاكم مهوس ومتسلط. 